# Cung Giũ Nguyên

Cung Giũ Nguyên

Cung Giũ Nguyên (28 tháng 4 năm 1909 – 7 tháng 11 năm 2008) là một nhà văn, nhà báo Việt Nam gốc Hoa được biết đến với những tác phẩm tiếng Pháp. Về mặt văn chương, tên tuổi ông được ít người Việt biết đến vì các tác phẩm của ông được viết bằng tiếng Pháp. Tuy nhiên về mặt hoạt động xã hội, ông là một huynh trưởng nổi bật thuộc thế hệ sáng lập ra phong trào Hướng đạo Việt Nam.
Cuối đời, ông sống tại thành phố Nha Trang và mất tại đây.

## Tiểu sử
Ông sinh tại Huế, họ thật là họ Hồng. Tổ tiên của ông, người Phúc Kiến, đã qua lập nghiệp tại Việt Nam từ giữa thế kỷ 19. Cha là ông Cung Quang Bào, một Đốc học. Mẹ là Nguyễn Phúc Thị Bút, trưởng nữ của Quận công Hồng Ngọc và cháu nội của An Thành Vương Nguyễn Phúc Miên Lịch (con út vua Minh Mạng).
Sinh trưởng trong một gia đình nghèo và đông con, học xong trung học tại trường Quốc học Huế những năm 1922-27, ông phải từ bỏ giấc mộng học trường Cao đẳng Mỹ thuật Hà Nội để đi làm việc. Năm 1928 ông được bổ làm trợ giáo tập sự tại trường Nam Tiểu học Nha Trang, nhưng đến đầu năm 1930 bị bãi chức, vì lý do chính trị. Sau đó ông phiêu lưu vào Sài Gòn, Đà lạt, Huế, Nha Trang.
Năm 1936 cha của ông mất. Vì trách nhiệm đối với gia đình, ông về lại Nha Trang và năm 1941 trở lại nghề dạy học. Ông đã dạy các môn Việt văn, Hán văn, La tinh, Pháp văn, Anh văn, sử địa, kinh tế học, triết học, văn học... ở các trường Kim Yến, Trường Dòng Thánh Giuse Bình Tân, La San, Phanxicô, Collège Français de Nha Trang, Võ Tánh, Lê Quý Đôn... Trong khoảng 1955-75, ông làm hiệu trưởng trường Trung học đệ nhị cấp Lê Quý Đôn, Nha Trang. Trong thời gian 1972-1975 ông là giáo sư thỉnh giảng tại Đại học Cộng đồng duyên hải, Nha Trang.
Từ 1989 đến 1999, ông là giáo sư thỉnh giảng môn ngôn ngữ và văn chương Pháp tại khoa Pháp văn, Trường Cao đẳng Sư phạm Nha Trang.

## Hoạt động Hướng đạo
- Năm 1944, ông đảm nhiệm khoá huấn luyện chót ở Trại trường Bạch Mã thay thế Trưởng Tạ Quang Bửu vì bận việc riêng.
- Năm 1958, Trại trường Quốc gia Tùng Nguyên được thành lập tại Đà Lạt dưới quyền điều khiển của ông. Đây là nơi đào tạo hầu hết các trưởng của thế hệ 1958-1975.
- Ông từng làm phụ tá Trại trưởng Trại Huấn luyện Hướng đạo quốc tế Gilwell, Anh Quốc. Đây là nơi huấn luyện các huynh trưởng Hướng đạo.
- Cho đến năm 2007, ông đã 98 tuổi nhưng vẫn còn gắn bó với phong trào Hướng đạo tại Việt Nam; hướng dẫn Toán Alpha và Bêta Hướng đạo Việt Nam tại Nha Trang.

## Tác phẩm
- Một người vô dụng (1930)
- Nợ văn chương (1931)
- Volontés d'existence (Nhà xuất bản France-Asie, Saigon, 1954)
- Le Fils de La Baleine (Nhà xuất bản Arthène Fayard, Paris, 1956) bản dịch tiếng Việt Kẻ thừa tự của ông Nam Hải của Nguyễn Thành Thống (Nhà xuất bản Văn học, Hà Nội, 1980).
- Le domaine maudit (Nhà xuất bản Arthène Fayard, Paris, 1961)
- Le Boujoum (1980)